# Santo Antônio do Jacinto
Santo Antônio do Jacinto är en kommun i Brasilien.   Den ligger i delstaten Minas Gerais, i den östra delen av landet, 800 km öster om huvudstaden Brasília. Antalet invånare är 11 780.
Omgivningarna runt Santo Antônio do Jacinto är huvudsakligen savann. Runt Santo Antônio do Jacinto är det ganska glesbefolkat, med 25 invånare per kvadratkilometer.